# Thrymsa

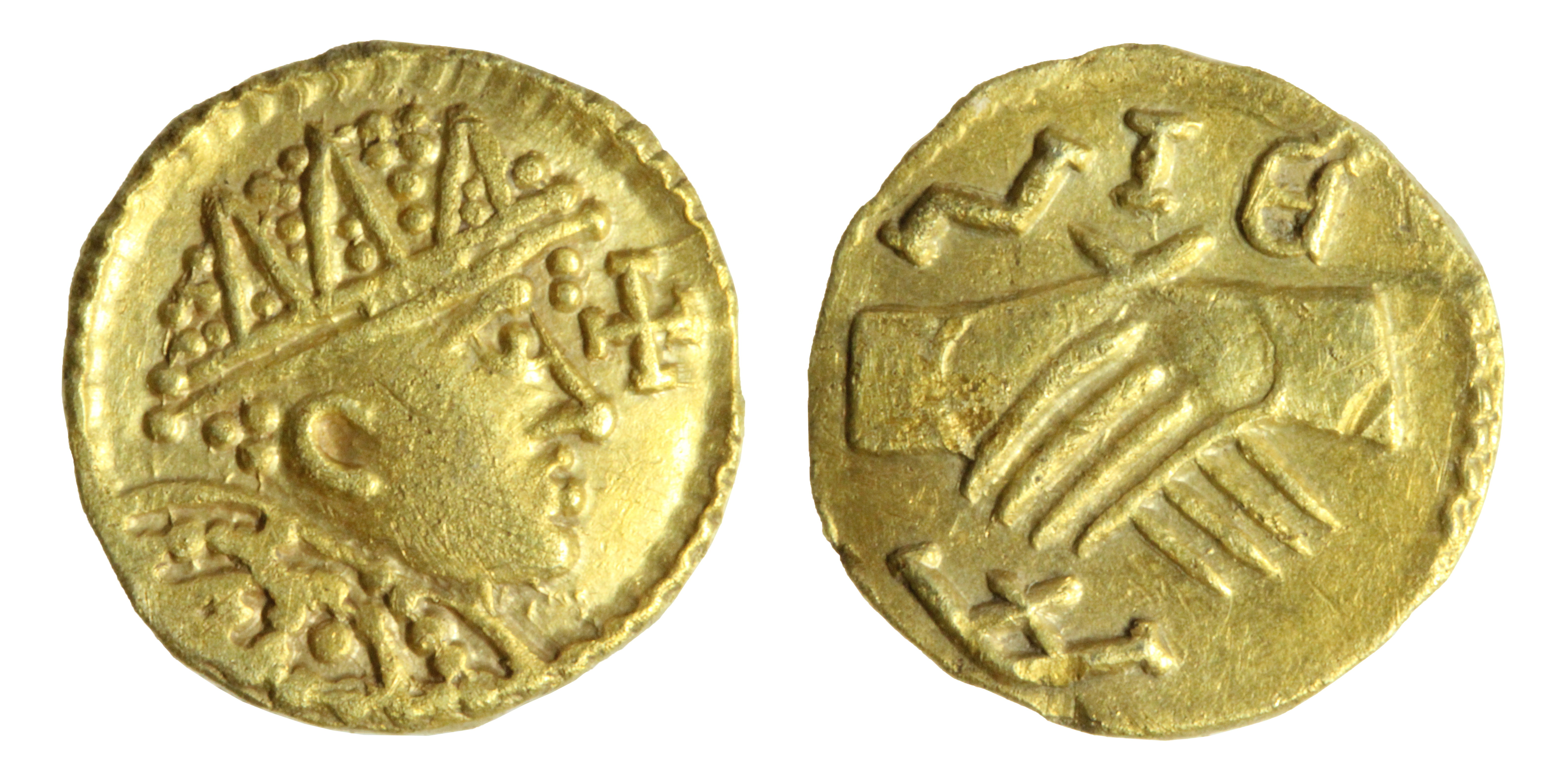
Un thrymsa d'or frappé dans le troisième quart du VIIe siècle, probablement dans le Kent, exposé au de Devizes.

Le thrymsa est une pièce de monnaie en or frappée en Angleterre au VIIe siècle, durant la période anglo-saxonne. Il s'agit à l'origine de copies de monnaies mérovingiennes ou romaines, avec un pourcentage d'or important mais qui ne cesse de diminuer entre les années 630 et 650. Le thrymsa disparaît vers 675 au profit d'une nouvelle monnaie en argent, le sceat.

## Histoire
Les premiers thrymsas sont frappés dans les années 630, dans les ateliers monétaires de Londres, Cantorbéry et peut-être Winchester. Leur apparition pourrait être due à l'intensification du commerce avec l'Europe continentale qui suit le mariage du roi Æthelberht de Kent avec la princesse mérovingienne Berthe. À l'origine, ces pièces comprennent entre 40 et 70 % d'or, mais ce pourcentage ne cesse de diminuer, au point d'être inférieur à 35 % dans les pièces frappées après 655.
La plupart des thrymsas connus ont été retrouvés dans des trésors enterrés. Celui de Crondall, dans le Hampshire, enfoui après 630, a notamment livré 101 pièces d'or, dont 69 frappées en Angleterre,.
Les thrymsas cessent d'être frappés vers 675 au profit de nouvelles monnaies en argent, les sceattas. Néanmoins, le terme thrymsa reste employé dans les textes anglo-saxons ultérieurs pour désigner une valeur équivalente à quatre pennies d'argent (en).

## Dessins
Les premiers thrymsas sont des imitations de trémissis mérovingiens ou de pièces romaines antérieures. Ils mesurent environ 13 mm de diamètre et pèsent entre 1 et 3 grammes. Les monnayeurs anglais introduisent progressivement de nouveaux dessins : bustes, croix ou objets similaires à des lyres ou des enseignes de légions romaines. Elles portent souvent des inscriptions, soit en alphabet latin, soit en runes anglo-saxonnes.